# Adelheid van Frankrijk
Adela van Frankrijk (voor 898 - ), ook wel Adele de France, was een dochter van Robert I koning van Frankrijk en diens niet bij naam bekende eerste echtgenote (mogelijk Adela). Naar schatting is zij geboren omstreeks 880.
Adela huwde voor 21 mei 907 Heribert II graaf van Vermandois, zoon van de Carolinger Heribert I van Vermandois en diens echtgenote (mogelijk Lietgarde). Het echtpaar kreeg de volgende kinderen:
- Odo van Vermandois (ca. 915 – na 19 juni 946). Burggraaf van Vienne. Zijn vader liet hem als gijzelaar achter bij graaf Rollo van Normandië. Zwoer trouw aan Lodewijk IV van Frankrijk in 938.
- Aleidis van Vermandois (ca. 915 – 10 okt 960). Overleden te Brugge, begraven in de Sint Pieter te Gent. Haar huwelijk in  934 met Arnulf (Arnoul, Arnold) van Vlaanderen, zoon van Boudewijn II van Vlaanderen en Ælfthryth van Wessex, bezegelde een bondgenootschap tussen haar vader en Arnulf.
- Herbert III van Vermandois (910/926 – 983/985). Vocht 938-942 met zijn vader tegen koning Lodewijk IV, aan wie zij zich in 942 moesten onderwerpen. Na zijn vaders dood in 943 verkreeg Heribert III het graafschap Omois, het kasteel van Chateau-Thierry en de abdij van Saint-Medard te Soissons. Koning Lotharius benoemde hem tot paltsgraaf. In 967 volgde hij zijn broer Robert op als graaf van Meaux en van Troyes. Heribert III huwde in 951 Eadgifu (Hedwig) van Wessex (902/905 – na 951), weduwe van koning Karel III der Franken, dochter van Edward I van Wessex en diens tweede echtgenote Ælfleda. Heribert III werd begraven te Lagny.
- Hugo van Vermandois (920 – 962). In 926 verkozen tot aartsbisschop van Reims, maar in 932 weer afgezet nadat zijn vader Reims belegerde. Nadat deze de stad uiteindelijk in 940 had ingenomen, werd Hugo in 940 opnieuw aartsbisschop van Reims, nadat de paus (op dat moment belegerd in Laon) gedwongen werd deze benoeming te bevestigen. Toen koning Lodewijk IV Reims heroverde werd Hugo verbannen. Overleden tijdens een pelgrimage naar Santiago de Compostela, begraven te Meaux.
- Liutgard van Vermandois (voor 925 – na 985). Huwde omstreeks 935 Willem I graaf van Normandië, zoon van Rollo en diens echtgenote Poppa de Bayeux. Luitgardis werd begraven in de abdij Saint-Pere te Chartres. Omstreeks 942-945 huwde zij Thibaut II graaf van Bois, zoon van Thibaut I van Blois, burggraaf van Tours.
- Robert van Vermandois (- in/na 966). Na de dood van zijn vader werd Robert graaf van Meaux. In 956 werd hij na het overlijden van zijn schoonvader ook graaf van Troyes. Zijn beide graafschappen gingen in 967 over op zijn broer Heribert III. Hij huwde voor 950 Adelais, dochter van Giselbert hertog der Bourgondiërs, graaf van Chalon-sur-Saone en van Troyes.
- Albert I van Vermandois (- in/na 987). Na de dood van zijn vader in 943 werd Adalbert graaf van Vermandois. Adalbert huwde eerst de verder onbekende Herisende, later omstreeks 949/954 Gerberga, dochter van Giselbert hertog van Lotharingen en van Gerberga van Duitsland.
- Gwijde van Vermandois (- na 986). Graaf van Soissons.